# San Francisco Police Department
San Francisco Police Department (Policejní oddělení San Francisco), známé také jako SFPD, je policejní útvar, zajišťující bezpečnost v tomto městě již od roku 1849, kdy se stal jeho prvním velitelem John Geary.

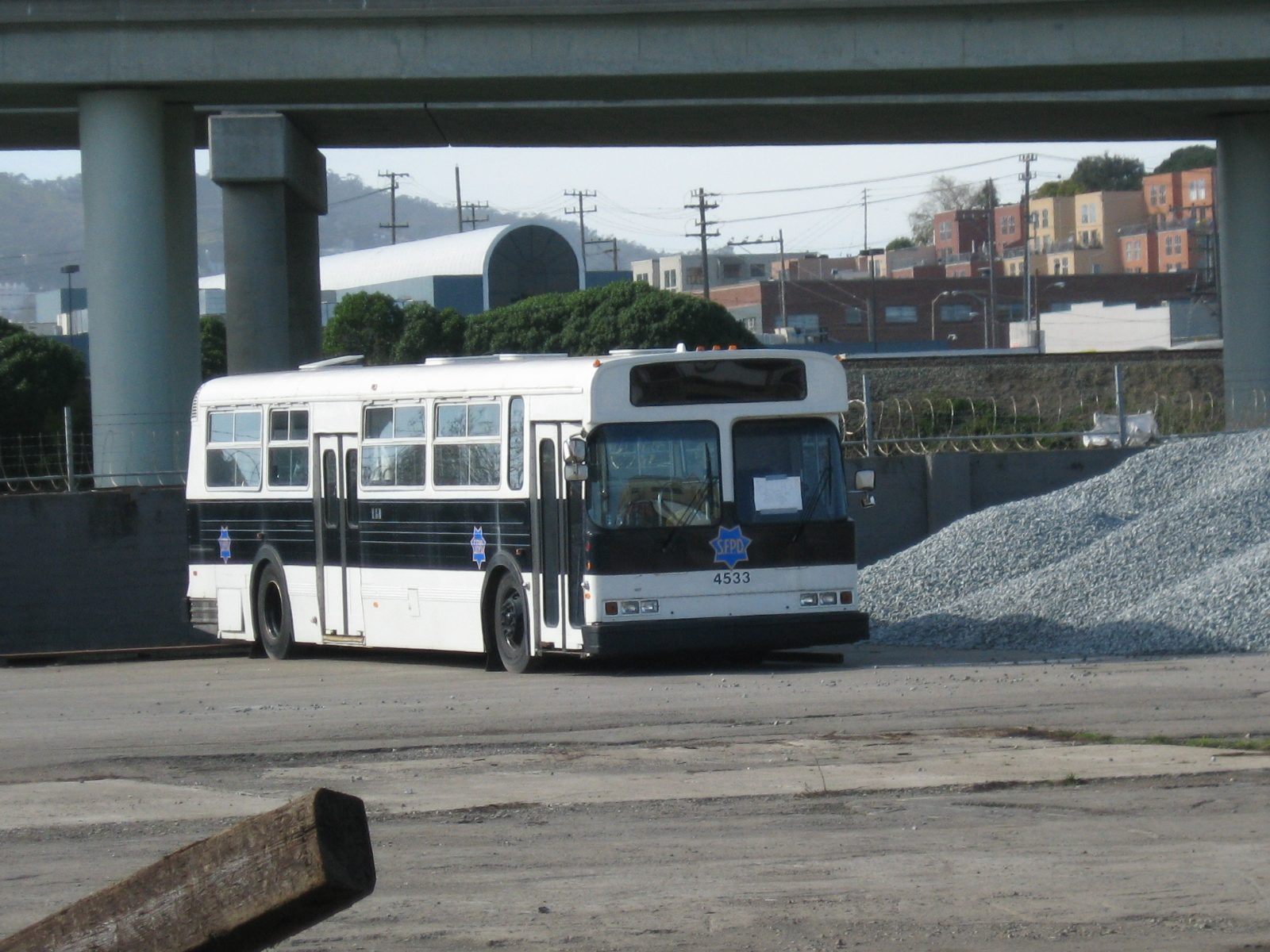
autobus policie San Francisco

## Specifikace
Policisté nosí uniformu černé barvy, opatřenou odznakem a ramenní nášivkou s nápisem San Francisco Police a znakem orla. Vozidla jsou různých značek, automobily jsou například značky Ford, či Chevrolet, motocykly jsou značky Harley-Davidson. Oddělení také disponuje jednotkou vyšetřování a speciální jednotkou S.W.A.T., která je vybavena speciální edicí náramkových hodinek americké značky Luminox, která se vyrábí ve Švýcarsku (jedná se o model Navy Seal Colormark).

## Velení
V současné době je velitelkou Heather J. Fong.